# 萊索托華人
萊索托華人，在萊索托如同大多數非洲國家一樣，主要經營小企業，人數有5000人。

## 歷史
1991年，一名當地婦女在南非擁有的商店被保安人員打死。該事件導致了首都馬塞盧城市貧困的下層階級和民族主義者的強烈不滿。他們的目標是韓國和台灣等外國企業，也包括印度裔萊索托國民的企業。
2007年11月，首都爆發了本地商人攻擊中國企業的騷亂。一些反對派政治家和廣播電台也推行反中國的立場。

## 商業
縱觀全萊索托，在最小的城鎮也有華人的小企業。他們主要從事零售及紡織製造。

## 社區整合
經濟學人的一份報告指出，在萊索托即使是最遙遠的地方，華人企業主也已經取得了顯著的存在，經營加油站、超市、五金家具批發、雜貨店。
萊索托中國企業協會會長認為，華人很好地整合於當地社區，講當地語言，與當地人相處得非常好。
但也有普遍針對華人企業的抱怨。一個萊索托時報社論宣稱中國產品以次充好和企業不遵守當地法律。